# ريتشارد فارنسورث
ريتشارد فارنسورث (بالإنجليزية: Richard W. Farnsworth)‏ ولد في 1 سبتمبر 1920 وتوفي في 6 أكتوبر 2000، ممثل أمريكي ومؤدي مشاهد خطيرة. كسب شهرة لأدائه في فيلم الثعلب الرمادي في عام 1982 ولأجل ذلك تم ترشيحه لجائزة غولدن غلوب. رشح لجائزة الأوسكار لأفضل ممثل عام 1999 لأدائه في فيلم (The Straight Story). قام فارنسورث بالإنتحار في 6 أكتوبر 2000 من خلال إطلاق النار على نفسه في مزرعته، وذلك بعد صراح طويل مع سرطان البروستاتا.

## روابط خارجية
- ريتشارد فارنسورث على موقع IMDb (الإنجليزية)
- ريتشارد فارنسورث على موقع روتن توميتوز (الإنجليزية)
- ريتشارد فارنسورث على موقع ألو سيني (الفرنسية)
- ريتشارد فارنسورث على موقع تيرنر كلاسيك موفيز (الإنجليزية)
- ريتشارد فارنسورث على موقع أول موفي (الإنجليزية)
- ريتشارد فارنسورث على موقع قاعدة بيانات الأفلام السويدية (السويدية)
- ريتشارد فارنسورث على موقع إن إن دي بي (الإنجليزية)
- ريتشارد فارنسورث على موقع قاعدة بيانات الفيلم (الإنجليزية)
- ريتشارد فارنسورث على موقع كينوبويسك (الروسية)